# Wyleyia
Wyleyia es un género extinto de aves, que contiene una sola especie, Wyleyia valdensis, conocida desde principios del periodo Cretácico en Sussex, Inglaterra. El género se conoce a partir de un solo espécimen, un húmero derecho dañado. Fue nombrado en honor a J.F. Wyley, quien encontró el espécimen en los depósitos Weald Clay de Henfield en Sussex (Inglaterra). El nombre específico valdensis significa "del Weald".
El hueso se encontró en Hastings Beds, una serie de depósitos de Valanginiense que datan de entre 140 y 136 millones de años
Aunque a veces se creía que era un celurosaurio avialano, ahora se acepta generalmente como una de las primeras aves, aunque su exacta posición sistemática esta sin resolver. Se ha propuesto que sea una enantiornita o una palaeognata neornita temprana. C.J.O. Harrison y C.A. Walker encontraron "aconsejable considerar el nuevo género incertae sedis hasta que se obtengan más pruebas de afinidad".